# Fürstenberger Werder

Der Fürstenberger Werder als südöstliche Ausbuchtung von Mecklenburg-Strelitz (1905)

Der (seltener: das) Fürstenberger Werder (auch Fürstenberger Zipfel) ist eine historische Landschaft im Norden des Landes Brandenburg. Von 1348 bis 1950 gehörte er zu Mecklenburg. Der Hauptort des Werders ist die Stadt Fürstenberg/Havel.

## Geographie
Am 1. Juli 1950 bestand der Fürstenberger Werder aus einer Stadt und sechs Gemeinden:
- Barsdorf
- Blumenow
- Buchholz
- Dannenwalde
- Stadt Fürstenberg
- Steinförde
- Tornow

Das Gebiet gehört seit der Gemeindereform 2003 zu den Städten Fürstenberg/Havel und Gransee sowie zur Gemeinde Großwoltersdorf. Der Fürstenberger Werder grenzt im Norden, Osten und Südosten an die Uckermark, im Süden an das Land Löwenberg, im Süden und Westen an das Ruppiner Land sowie im Nordwesten an das übrige Mecklenburg. Naturräumlich wird das Gebiet durch das Neustrelitzer Kleinseenland und die Granseer Platte eingenommen.

## Geschichte
1348 kam der Fürstenberger Werder von der Mark Brandenburg an Mecklenburg und wurde Teil der Herrschaft Stargard. Seit dem Verlust des Landes Lychen durch Mecklenburg an Brandenburg mit dem Frieden zu Wittstock 1442 ragte der Fürstenberger Werder als eine längliche, schmale Ausbuchtung mit Ausrichtung nach Südosten tief in das Gebiet der Mark Brandenburg hinein. Die südöstliche Begrenzung bildeten der Große Wentowsee und die Havel. Im 16. und 17. Jahrhundert waren seine Wälder vermutlich der letzte Standort einer Population von Auerhühnern in Mecklenburg. 1701 wurde der Fürstenberger Werder Bestandteil des neuen Landesteils Mecklenburg-Strelitz.
Um das Jahr 1800 gliederte sich der Fürstenberger Werder in die Stadt Fürstenberg, das Amt Fürstenberg und die Gebiete der mecklenburgischen Ritterschaft. 1934 wurde er Teil des Landkreises Stargard des neugeschaffenen Landes Mecklenburg, vorerst mit Ausnahme der Stadt Fürstenberg, die bis 1935 kreisfrei blieb. Im Jahr 1938 kam die preußische Exklave Großmenow im Rahmen eines Gebietstausches zum Fürstenberger Werder und wurde nach Steinförde eingemeindet. Ab 1946 gehörte der Fürstenberger Werder zum Kreis Neustrelitz. Zum 1. Juli 1950 wurden die Stadt Fürstenberg und die übrigen Gemeinden des Fürstenberger Werders aus dem Land Mecklenburg in den Landkreis Templin des Landes Brandenburg umgegliedert. Eine kurze Ausnahme bildete die Gemeinde Buchholz, die zum 1. Juli 1950 zuerst in den brandenburgischen Landkreis Ruppin umgegliedert worden war, um nach einem Monat schließlich ebenfalls zum Landkreis Templin zu kommen. Damit endete die über 600 Jahre dauernde mecklenburgische Geschichte des Fürstenberger Werders.